# Hokejové brusle

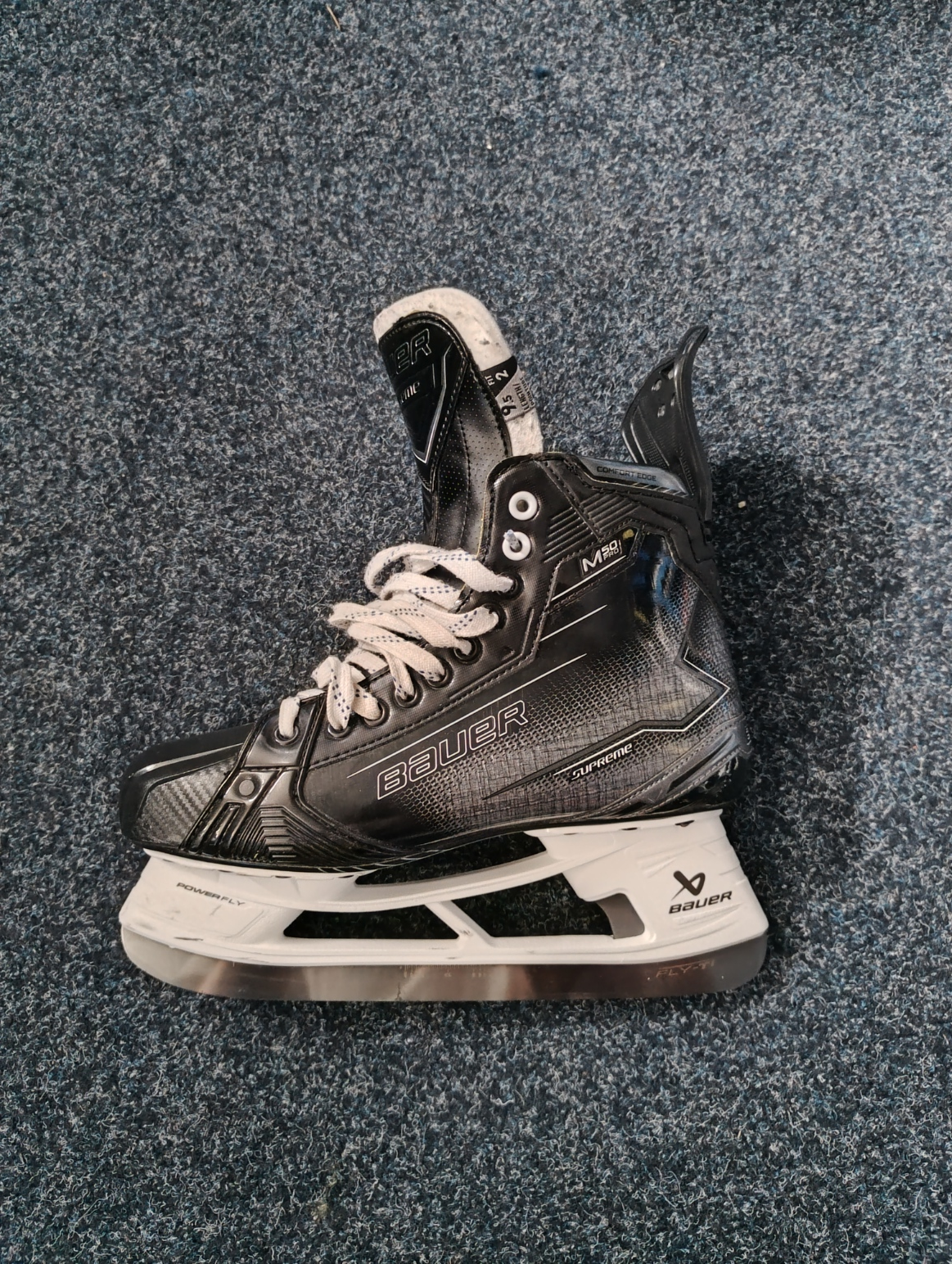
Brusle Bauer Supreme M50 pro

Hokejové brusle jsou specializovaným typem bruslí určených pro lední hokej. Brusle jsou optimalizovány pro fyzickou akceleraci, rychlost a ovladatelnost. To zahrnuje rychlé rozjezdy, zastavení, otočky a změny směru bruslení. Kromě toho musí být pevné a odolné, aby chránily nohy bruslaře před kontaktem s ostatními bruslaři, hokejkami, pukem, mantinelem a samotným ledem.

## Historie hokejových bruslí

### První hokejové brusle
V roce 1866 představila kanadská společnost Starr první brusle speciálně navržené pro hokej. Tyto brusle měly širší a zakřivenou čepel, která umožňovala rychlé změny směru a prudké zastavení. Během devadesátých let 19. století společnost Starr vyvinula brusle „Puck Stop“ určené pro brankáře, které zamezovaly puku projít mezi nožem a botou.

### Další vývoj bruslí
Začátkem dvacátého století se objevují nové společnosti, které vyrábějí brusle. V roce 1905 Torontská CCM (Canadian Cycle & Motor Company) vyrábějící kola a auta, přidává do své nabídky první řadu bruslí. Společnost CCM dominovala v prodeji bruslí až do konce dvacátých let, kdy rodina Bauerů, majitelé Western Shoe Company v Ontariu, v roce 1927 založila společnost Bauer Hockey a v roce 1933 vydala první brusle, kde byl nůž permanentně připevněn k botě. Tento model se jmenoval Bauer Supreme a je vyráběný dodnes. Bauer se stal populární a stal se hlavním konkurentem CCM. V odpovědi na Bauer Supreme CCM koupilo značku Tackaberry, také vyrábějící brusle, a v roce 1937 představili řadu bruslí CCM Tacks, která se také stále vyrábí dodnes.

### Brusle druhé poloviny 20. století
V 70. letech byly představeny brusle vyrobené z lisovaného plastu na styl lyžařských bot. Tvar boty nutil bruslaře, aby se posunul trochu dopředu, což zlepšovalo správný hokejový postoj. Jenže plastové boty byly příliš těžké a některým hráčům se nelíbil jejich vzhled. Koncept bruslí z lisovaného plastu se znovu objevil v 80. letech, kdy společnost Bauer vydala model Turbo, který byl velmi oblíben.
V roce 1975 společnost Bauer představila revoluční plastové držáky nožů, které nahradily držáky trubkové, které se používaly od začátku století. Nové držáky udělaly brusle lehčí s jednodušší výměnou nožů. Popularita značky Bauer prudce vzrostla a během několika let začaly plastové držáky používat i další firmy.

## Moderní hokejové brusle
Většina moderních hráčů používá brusle značek Bauer a CCM. Každá značka nabízí několik řad bruslí, které se liší stavbou a uživatelskou skupinou brusle.
Značka Bauer nabízí řady Supreme, Vapor a Bauer. Řada Supreme je postavena na silovém bruslení a obratnosti. Řada Vapor podporuje rychlé otočky, změny směru a rychlé zrychlení. Řada Bauer nabízí levné modely pro neprofesionální hráče.
Značka CCM nabízí řady Tacks, Jetspeed a Next. Řada Tacks je určená pro hráče s dlouhými a silnými odrazy. Řada Jetspeed je stejně jako Vapor pro rychlé otočky, změny směru a rychlé zrychlení. Brusel Řady Next využívají rekreační hráči.
Brusle se skládá ze tří hlavních částí. Bota, držák nožů a nůž.

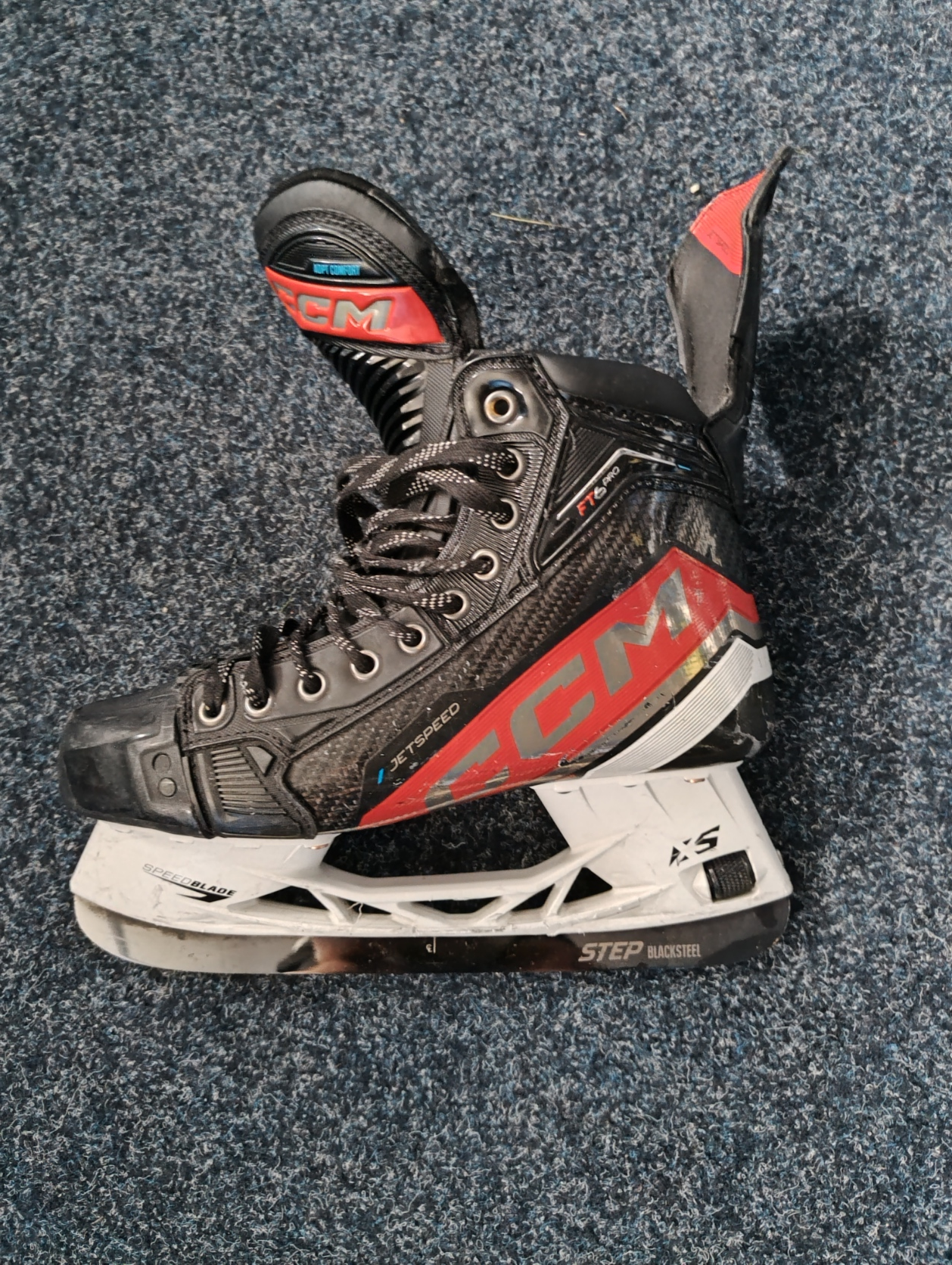
Brusle CCM Jetspeed FT6 pro

Dnes se boty vyrábějí z lehkých a pevných kompozitních materiálů a uhlíkových vláken. Vnitřek boty je vyplněn, aby se noha zbytečně nehýbala, případné nárazy byly tlumeny a aby noha byla v pohodlí. U lepších modelů je ochrana nohy lepší a je možné nechat je vypéct, aby tak brusle získala tvar nohy svého majitele a byla pohodlnější na nošení. Na horních krajích brusle jsou dírky určené pro provléknutí hokejových tkaniček, kterými se bota po nasazení utáhne. Chránič Achillovy šlachy a lýtka na zadní straně boty byl dříve ze stejného materiálu jako bota a docházelo k jeho ulomení. Dnes je chránič pevnější a u vyšších modelů se používá plastový, který je lehčí a odolnější. Jazyk brusle, který chrání horní část nohy, je zpevněn, aby ochránil nárt, ale zároveň je vevnitř měkký pro komfort nohy.
Držák nožů je připevněn zespodu brusle. Držáky vyšších modelů disponují možností výměny nože na brusli. V případě značky Bauer je to tlačítko, které po silnějším zmáčknutí uvolní nuž. Společnost CCM používá váleček, jehož otáčením se nůž uvolní. 
Nože do bruslí se vyrábějí z několika materiálů. Nejběžnější a nejlevnější je nůž ocelový. Dají se ale koupit nože titanové, které jsou pak kvalitnější a déle vydrží nabroušené a použitelné. Vrchol nožů jsou nože, u kterých je část v držáku karbonová. Nože se musí pravidelně brousit pro dosažení nejlepšího výkonu na ledě.